# Aeroportul Qishn
Aeroportul Qishn (IATA: IHN, ICAO: OYQN) este un aeroport din Qishn District⁠(d), Guvernoratul Al Mahrah, Yemen.
Situat la o altitudine de 30 m, aeroportul dispune de o singură pistă.